# 拉萨站
拉萨站（藏語：ལྷ་སའི་འབབ་ཚུགས་，威利转写：lha sa'i 'bab tshugs）位于中国西藏自治区拉萨市堆龙德庆区柳梧街道，拉萨河南岸，海拔3641米，于2006年7月1日启用。该站为青藏铁路格爾木至拉薩段最大的车站，由中国铁路青藏集团有限公司营运。

## 车站结构

### 站房
拉萨站主站房长340米、宽60米，总建筑面积约23600平方米，设计上每天旅客吞吐量可达2700人。车站主体内部分为三层，地下一层，地上两层。在功能上，着重「以人为本」的设计。车站设有4个候车室，其中1个软卧候车室设有电动扶梯缩短旅客进出车站的时间，也减少旅客消耗体力。医务室则提供供氧设施，照顾身体不适的旅客。而后勤服务区设于主站房东西两侧，为车站提供邮件处理、货运、水电供应等服务。取暖设施采用当地丰富的太阳能作为原料，减少对环境的损害。
拉萨站站房以布达拉宫式建筑为设计蓝本，采用红、白、黄三色为主要色调。主体结构呈斜体，坐南朝北，中间设有窄窗。站房采用具有藏族特色的白色与朱紅色相间的彩色混凝土挂板，具有色泽鲜明、久不褪色的特性。屋顶建有架空的穹顶。穹顶上的「拉萨站」金色字体用汉字和藏文写成。
- 候车大厅
- 位於1層的软席候车室
- 位於2層的普通候车室

### 站场

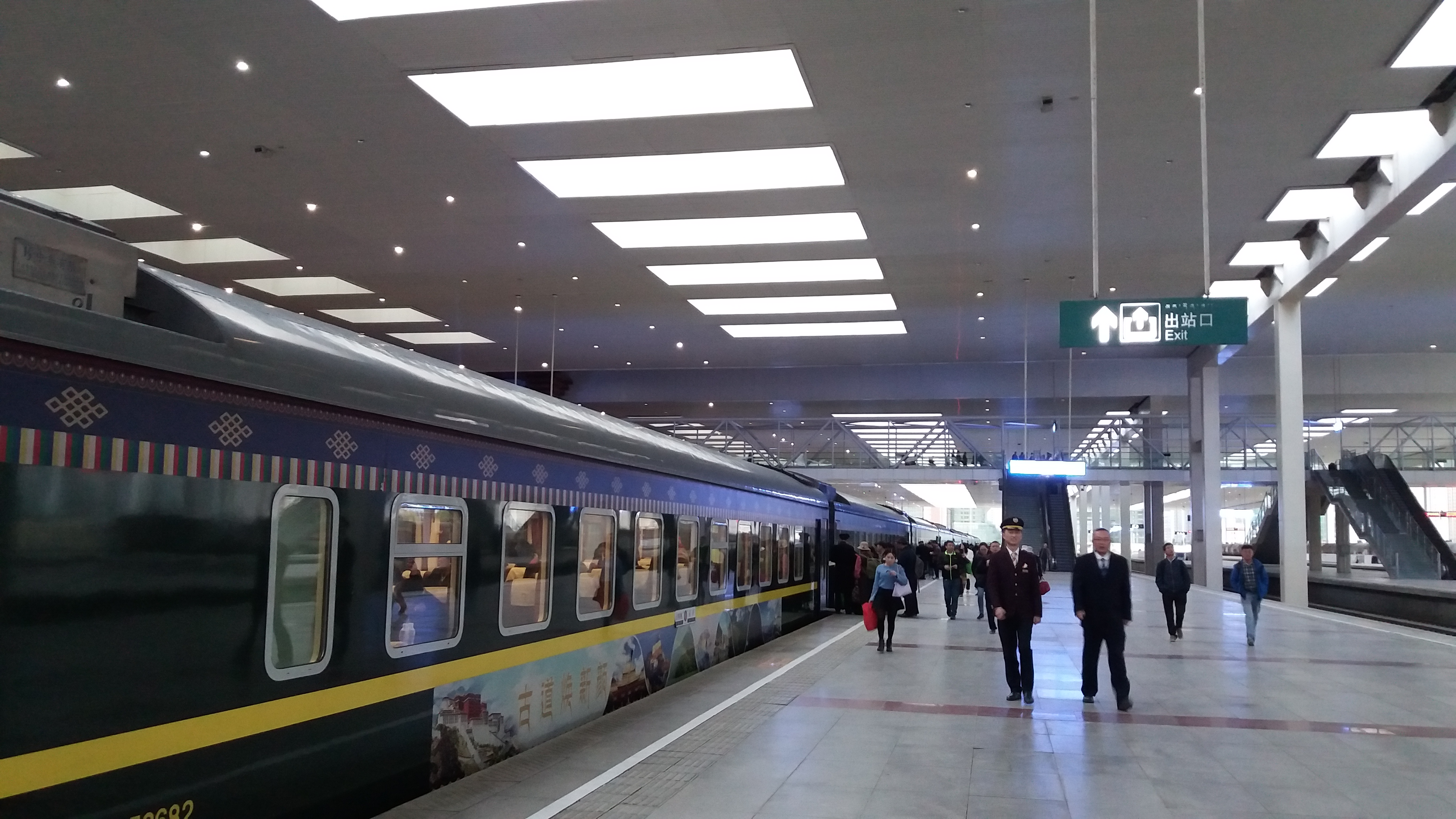
拉萨站站台

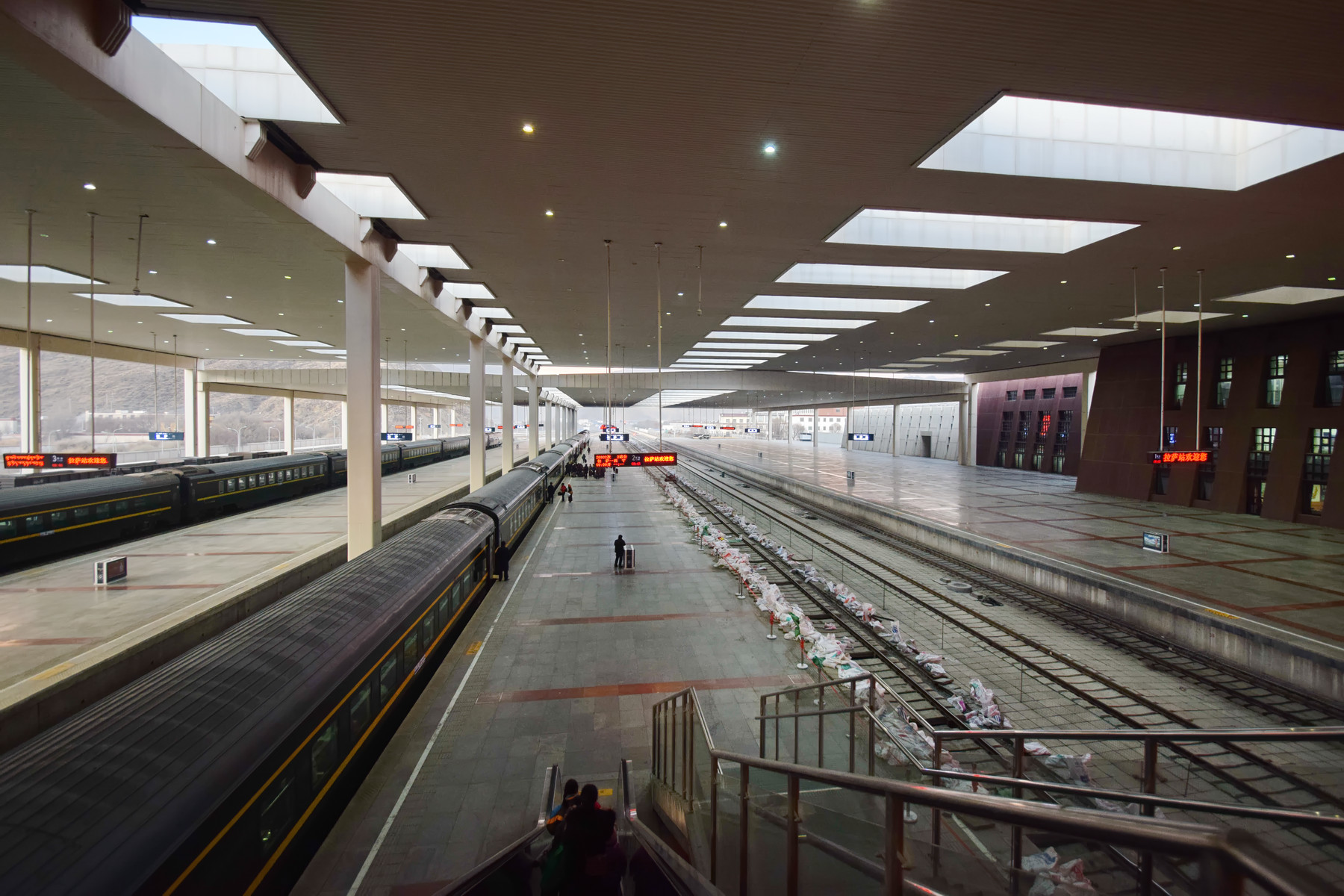
拉萨站，望向拉萨西站方向。

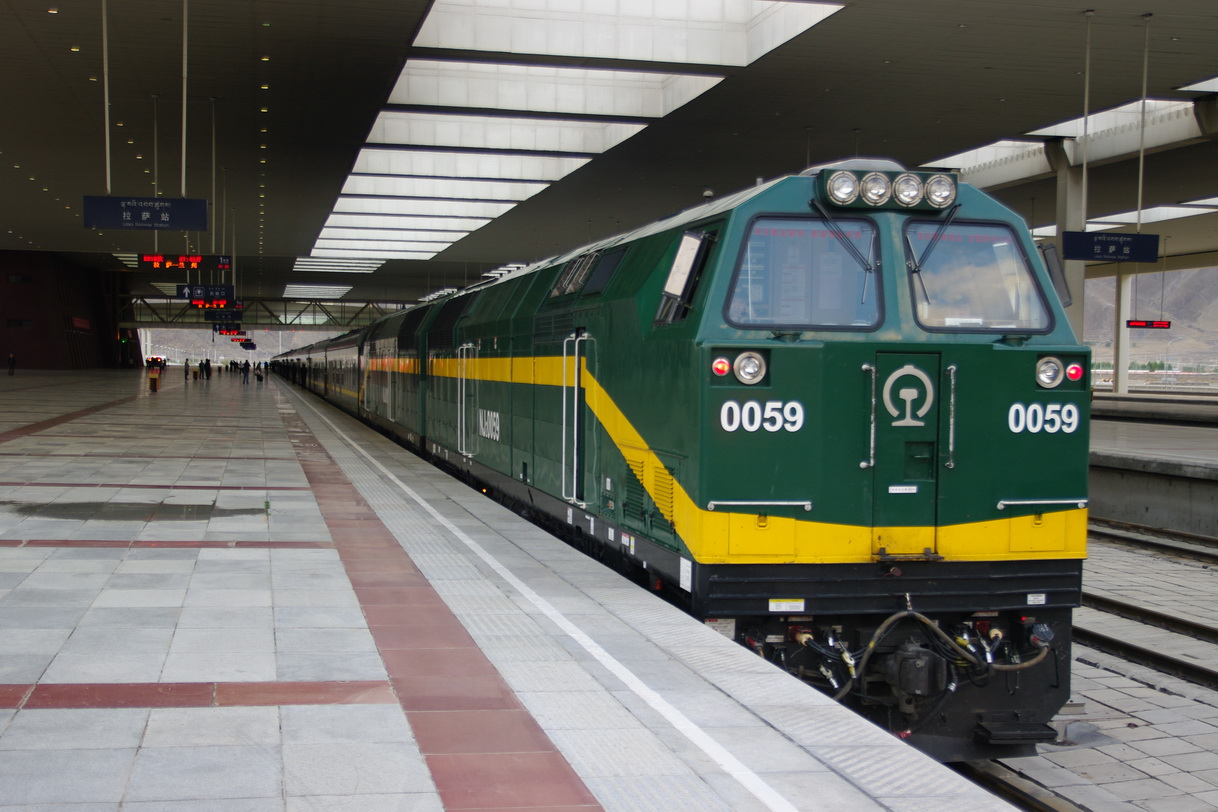
牵引Z918次列车的NJ2型柴油机车停靠

拉萨站建有7座候车站台，全部设有无柱雨棚；共有10条股道，其中到发线8条、货物线2条。车站属于贯通式站型。

## 使用情况
拉萨站是青藏铁路、拉日铁路及拉林铁路的客货运车站及起訖车站，每天有10多列旅客列车在此站始发、途徑或终到。
| 列车所属路局 | 列车车次           | 目的地                                                                 |
| ------------ | ------------------ | ---------------------------------------------------------------------- |
| 青藏铁路公司 | Z22                | 北京西                                                                 |
| 青藏铁路公司 | Z166               | 上海                                                                   |
| 青藏铁路公司 | Z266               | 广州                                                                   |
| 青藏铁路公司 | Z224               | 重庆西（隔天發車；青藏乘务担当至西宁，西宁至重庆西段由成都铁路局担当） |
| 青藏铁路公司 | Z324               | 成都西（隔天發車；青藏乘务担当至西宁，西宁至成都段由成都铁路局担当）   |
| 青藏铁路公司 | Z8982、Z8992       | 西宁                                                                   |
| 青藏铁路公司 | C887、Z9805、Z9807 | 日喀则                                                                 |
| 青藏铁路公司 | C881、Z8901        | 林芝                                                                   |

## 下辖车站
拉萨车站是青藏铁路集团公司的直属站。
拉萨车站还参与拉林铁路中间站的运营。

## 历史
- 2005年10月15日：青藏铁路全线铺通庆祝大会在拉萨站举行。
- 2006年2月：拉萨站客车试车轨道开通[9]。
- 2006年6月20日：拉萨站竣工[7]。
- 2006年7月1日：拉萨站启用，并对开Q1（青1）次（格尔木→拉萨）和J2（藏2）次（拉萨→兰州）首发列车。
- 2006年10月1日：T164/T165 上海→拉萨列车开始运行。
- 2006年10月2日：T264/T265 广州→拉萨列车开始运行。
- 2014年8月16日：K9821/K9822（現Z8801） 拉萨→日喀则列车开始运行。
- 2021年6月25日：Z8901、D8981 拉萨→林芝列车开始运行。